# Nail Baschmakow
Nail Baschmakov (kasachisch Наиль Башмаков; englische Transkription Nail Bashmakov; * 29. September 1995) ist ein kasachischer Skilangläufer.

## Werdegang
Baschmakow lief seine ersten Rennen im Eastern-Europe-Cup im November 2016 in Werschina Tjoi, die er auf dem 138. Platz im Sprint, auf dem 117. Rang über 10 km Freistil und auf dem 80. Platz über 15 km klassisch beendete. Bei den U23-Weltmeisterschaften 2018 in Goms belegte er den 56. Platz über 15 km klassisch. Sein Debüt im Weltcup hatte er im Januar 2019 in Otepää, das er auf dem 56. Platz über 15 km klassisch beendete. Bei der Winter-Universiade 2019 in Krasnojarsk kam er auf den 50. Platz im Sprint, jeweils auf den 17. Rang über 10 km klassisch und in Verfolgung und auf den 12. Platz im 30-km-Massenstartrennen. In der Saison 2019/20 errang er bei der Ski Tour den 50. Platz und holte bei der Tour de Ski 2019/20 mit dem 55. Platz seine ersten Weltcuppunkte. In den Jahren 2021 und 2022 wurde er kasachischer Meister über 50 km.

## Siege bei Continental-Cup-Rennen
| Nr. | Datum           | Ort              | Disziplin      | Serie              |
| --- | --------------- | ---------------- | -------------- | ------------------ |
| 1.  | 20. Januar 2025 | Schtschutschinsk | 10 km Freistil | Eastern Europe Cup |